# Henrik Norberg
Carl Henrik Norberg, född 3 mars 1972 i Sollentuna, är en svensk skådespelare.
Norberg spelade Niklas Sundin i såpoperan Vänner och fiender och huvudrollen som Anders i den utskällda filmen Naken. Han hade även gästroller i såpoperorna Vita lögner och Nya tider.
I Idol 2008 gick han vidare till slutaudition.

## Roller i urval
- 1996–1999 – Vänner och fiender (TV-serie)
- 1999 – Vita lögner (TV-serie) – 1 avsnitt
- 2000 – Nya tider (TV-serie) – 3 avsnitt
- 2000 – Naken